# The Fact Music Awards
Giải thưởng Âm nhạc The Fact (viết tắt là TMA) là lễ trao giải do tổ chức The Fact và Fan N Star tổ chức nhằm ghi nhận những đóng góp to lớn cho làn sóng Hallyu. Được thành lập vào năm 2019, The Fact Music Awards xác định người chiến thắng thông qua dữ liệu khách quan từ Circle Chart ( trước đây là Gaon), hội đồng giám khảo cũng như điểm số ủng hộ và tham gia của người hâm mộ trong và ngoài nước.
Lễ trao giải được phát sóng khắp Châu Á thông qua nhiều kênh, bao gồm cả V Live và ABS-CBN.
Lễ trao giải tháng 12 năm 2020 được thay thế bằng lễ trao giải trực tuyến ở tất cả các hạng mục nhằm ngăn chặn sự lây lan thêm của vi rút và đảm bảo an toàn cho cả người hâm mộ và nghệ sĩ do tác hại của đại dịch COVID-19.

## Lễ trao giải
| Lần | Ngày              | Địa điểm                    | Thành phố            | Dẫn chương trình                                    | Chú thích     |
| --- | ----------------- | --------------------------- | -------------------- | --------------------------------------------------- | ------------- |
| 1   | 24 tháng 4, 2019  | Namdong Gymnasium ở Incheon | Incheon, Hàn Quốc    | Jun Hyun-moo và Seohyun (Girls' Generation)         | [ 4 ] [ 5 ]   |
| 2   | 16 tháng 3, 2020  | Trao giải trực tuyến        | Trao giải trực tuyến | Trao giải trực tuyến                                | [ 6 ] [ 7 ]   |
| 3   | 12 tháng 12, 2020 | Trao giải trực tuyến        | Trao giải trực tuyến | Jun Hyun-moo và Seohyun (Girls' Generation)         | [ 8 ] [ 9 ]   |
| 4   | 10 tháng 2, 2021  | Trao giải trực tuyến        | Trao giải trực tuyến | Seohyun (Girls' Generation), Shin Dong-yup, và Boom | [ 10 ] [ 11 ] |
| 5   | 8 tháng 10, 2022  | KSPO Dome                   | Seoul, Hàn Quốc      | Jun Hyun-moo and Seohyun                            | [ 12 ] [ 13 ] |
| 6   | 10 tháng 10, 2023 | Namdong Gymnasium ở Incheon | Incheon, Hàn Quốc    | Jun Hyun-moo and Seohyun                            | [ 14 ] [ 15 ] |
| 7   | 7–8 tháng 9, 2024 | Kyocera Dome Osaka          | Osaka, Nhật Bản      | Jun Hyun-moo and Seohyun                            | [ 16 ]        |

## Grand Prize (Daesang)
| Lần | Năm  | Chiến thắng |
| --- | ---- | ----------- |
| 1   | 2018 | BTS         |
| 2   | 2019 | BTS         |
| 3   | 2020 | BTS         |
| 4   | 2021 | BTS         |
| 5   | 2022 | BTS         |
| 6   | 2023 | Seventeen   |
| 7   | 2024 | aespa       |

## Nghệ sĩ của năm (Bonsang)
| Lần | Năm  | Chiến thắng | Chiến thắng | Chiến thắng | Chiến thắng | Chiến thắng     | Chiến thắng | Chiến thắng | Chiến thắng  | Chiến thắng | Chiến thắng | Chiến thắng | Chiến thắng | Chiến thắng     |
| --- | ---- | ----------- | ----------- | ----------- | ----------- | --------------- | ----------- | ----------- | ------------ | ----------- | ----------- | ----------- | ----------- | --------------- |
| 1   | 2018 | BTS         | Twice       | Mamamoo     | Monsta X    | NU'EST          | Red Velvet  | Chungha     | iKon         | GFriend     | Momoland    | —           | —           | —               |
| 2   | 2019 | BTS         | Twice       | Mamamoo     | Monsta X    | NU'EST          | Red Velvet  | Chungha     | Super Junior | —           | —           | —           | —           | —               |
| 3   | 2020 | BTS         | Twice       | Mamamoo     | Monsta X    | NU'EST          | Seventeen   | Kang Daniel | Super Junior | Iz*One      | Hwasa       | Got7        | —           | —               |
| 4   | 2021 | BTS         | Itzy        | Brave Girls | Astro       | Ateez           | Seventeen   | Kang Daniel | Super Junior | Oh My Girl  | Stray Kids  | The Boyz    | TXT         | Enhypen         |
| 5   | 2022 | BTS         | Itzy        | (G)I-dle    | Treasure    | Ateez           | NCT Dream   | Kang Daniel | Psy          | Ive         | Stray Kids  | The Boyz    | TXT         | Lim Young-woong |
| 6   | 2023 | NewJeans    | Itzy        | Ateez       | Nmixx       | Lim Young-woong | Seventeen   | aespa       | Treasure     | Ive         | Stray Kids  | —           | —           | —               |
| 7   | 2024 | NewJeans    | Itzy        | TWS         | NiziU       | Kim Jae Joong   | JO1         | aespa       | —            | —           | —           | —           | —           | —               |

## Màn trình diễn xuất sắc nhất
| Lần | Năm  | Chiến thắng | Chiến thắng | Chiến thắng |
| --- | ---- | ----------- | ----------- | ----------- |
| 1   | 2018 | Mamamoo     | Monsta X    | —           |
| 2   | 2019 | (G)I-dle    | Stray Kids  | The Boyz    |
| 3   | 2020 | Itzy        | Jessi       | TXT         |
| 4   | 2021 | Seventeen   | —           | —           |
| 5   | 2022 | Ateez       | NCT Dream   | —           |
| 6   | 2023 | Kwon Eun-bi | Ive         | Jannabi     |
| 7   | 2024 | Itzy        | NewJeans    | —           |

## Thủ lĩnh thế hệ mới
| Lần | Năm  | Chiến Thắng | Chiến Thắng | Chiến Thắng |
| --- | ---- | ----------- | ----------- | ----------- |
| 1   | 2018 | (G)I-dle    | Stray Kids  | The Boyz    |
| 2   | 2019 | Itzy        | TXT         | —           |
| 3   | 2020 | Cravity     | Enhypen     | Weeekly     |
| 4   | 2021 | STAYC       | —           | —           |
| 5   | 2022 | Ive         | Le Sserafim | NewJeans    |
| 6   | 2023 | Zerobaseone | Riize       | —           |
| 7   | 2024 | TWS         | NCT Wish    | —           |

## Biểu tượng toàn cầu
| Lần | Năm  | Chiến Thắng  | Chiến Thắng |
| --- | ---- | ------------ | ----------- |
| 1   | 2018 | Red Velvet   | Twice       |
| 2   | 2019 | Super Junior | —           |
| 3   | 2020 | BTS          | Seventeen   |
| 4   | 2021 | Super Junior | —           |
| 5   | 2022 | NCT Dream    | —           |
| 6   | 2023 | aespa        | —           |
| 7   | 2024 | NewJeans     | —           |

## Nghệ sĩ phổ biến nhất
| Lần | Năm  | Chiến Thắng  |
| --- | ---- | ------------ |
| 1   | 2018 | BTS          |
| 2   | 2019 | BTS          |
| 3   | 2020 | Super Junior |
| 4   | 2021 | BTS          |
| 5   | 2022 | BTS          |
| 6   | 2023 | Jimin        |
| 7   | 2024 | JO1          |

## Giải thưởng lựa chọn của người nghe
| Lần | Năm  | Chiến Thắng |
| --- | ---- | ----------- |
| 2   | 2019 | BTS         |
| 3   | 2020 | BTS         |
| 4   | 2021 | BTS         |
| 5   | 2022 | NCT Dream   |
| 6   | 2023 | NewJeans    |
| 7   | 2024 | aespa       |

## Global Hottest Award
| Lần | Năm  | Chiến Thắng | Chiến Thắng | Chiến Thắng | Chiến Thắng  |
| --- | ---- | ----------- | ----------- | ----------- | ------------ |
| 3   | 2020 | Ateez       | (G)I-dle    | Stray Kids  | The Boyz     |
| 4   | 2021 | Cravity     | Weeekly     | —           | —            |
| 5   | 2022 | TNX         | Kep1er      | —           | —            |
| 6   | 2023 | BoyNextDoor | Xikers      | —           | —            |
| 7   | 2024 | EVNNE       | Xikers      | n.SSign     | Kiss of Life |

## Best Music
| Lần | Năm  | Xuân         | Hạ              | Thu | Đông            |
| --- | ---- | ------------ | --------------- | --- | --------------- |
| 6   | 2023 | Lee Chan-won | BTS             | V   | Lim Young-woong |
| 7   | 2024 | V            | Lim Young-woong | —   | Lim Young-woong |

## Giải thưởng khác
| Lần | Năm  | Giải Thưởng                | Chiến Thắng                 | Chiến Thắng                 |          |
| --- | ---- | -------------------------- | --------------------------- | --------------------------- | -------- |
| 1   | 2018 | Best Album                 | BTS's Love Yourself: Answer | BTS's Love Yourself: Answer |          |
| 1   | 2018 | Best Song                  | iKon's "Love Scenario"      | iKon's "Love Scenario"      |          |
| 1   | 2018 | Fan Rising Star            | A.C.E                       | A.C.E                       |          |
| 2   | 2019 | Band Performer of the Year | IZ                          | N.Flying                    | N.Flying |
| 5   | 2022 | Hot Stage of the Year      | Psy                         | Psy                         |          |
| 7   | 2024 | Hottest                    | Unis                        | NEXZ                        |          |
| 7   | 2024 | Hot Potential              | Woo!ah!                     | Young Posse                 |          |
| 7   | 2024 | Global Generation Award    | Kep1er                      | &TEAM                       |          |
| 7   | 2024 | Musinsa Popularity Award   | NewJeans                    | NewJeans                    |          |
| 7   | 2024 | Today’s Choice             | TWS                         | Unis                        |          |

## Fan N Star Awards
(Được trao giải thông qua phiếu bầu của người hâm mộ)

### Fan N Star Angel N Star Award
| Lần | Năm  | Chiến Thắng     | Chiến Thắng     | Chiến Thắng     |
| --- | ---- | --------------- | --------------- | --------------- |
| 5   | 2022 | Kim Ho-joong    | Lim Young-woong | Young Tak       |
| 7   | 2024 | Lim Young-Woong | Lim Young-Woong | Lim Young-Woong |

### Fan N Star Choice Award
| Lần | Năm  | Chiến Thắng  | Chiến Thắng     |
| Lần | Năm  | Nhóm         | Cá Nhân         |
| --- | ---- | ------------ | --------------- |
| 1   | 2018 | Super Junior | Kang Daniel     |
| 2   | 2019 | Super Junior | Kang Daniel     |
| 3   | 2020 | Super Junior | Hwang Chi-yeul  |
| 4   | 2021 | Super Junior | Hwang Chi-yeul  |
| 5   | 2022 | BTS          | Jin             |
| 6   | 2023 | BTS          | Lim Young-woong |
| 7   | 2024 | PLAVE        | Lim Young-woong |

### Fan N Star Four N Star Award
| Lần | Năm  | Chiến Thắng |
| --- | ---- | ----------- |
| 5   | 2022 | Stray Kids  |
| 6   | 2023 | Stray Kids  |
| 7   | 2024 | Stray Kids  |

### Fan N Star Global Award
| Lần | Năm  | Chiến Thắng |
| --- | ---- | ----------- |
| 5   | 2022 | BTS         |

### Fan N Star Most Votes Award
| Lần | Năm  | Chiến Thắng  | Chiến Thắng    | Chiến Thắng     |
| Lần | Năm  | Nhóm         | Cá Nhân        | Cá Nhân         |
| --- | ---- | ------------ | -------------- | --------------- |
| 1   | 2018 | Super Junior | Kang Daniel    | —               |
| 2   | 2019 | Super Junior | Kang Daniel    | —               |
| 3   | 2020 | Super Junior | Hwang Chi-yeul | —               |
| 4   | 2021 | BTS          | Hwang Chi-yeul | Lim Young-woong |
| 5   | 2022 | BTS          | Hwang Chi-yeul | Lim Young-woong |
| 6   | 2023 | BTS          | —              | Lim Young-woong |

### Fan N Star Trot Popularity Award
| Lần | Năm  | Chiến Thắng     |
| --- | ---- | --------------- |
| 3   | 2020 | Lim Young-woong |
| 4   | 2021 | Lim Young-woong |
| 5   | 2022 | Lim Young-woong |

### Fan N Star Best Ads. Award
| Lần | Năm  | Chiến Thắng     |
| --- | ---- | --------------- |
| 3   | 2020 | Lim Young-woong |
| 4   | 2021 | Lim Young-woong |
| 5   | 2022 | Lim Young-woong |
| 6   | 2023 | Lim Young-woong |

### Fan N Star Hall of Fame Award
| Lần | Năm  | Chiến Thắng  | Chiến Thắng   |
| Lần | Năm  | Nhóm         | Cá Nhân       |
| --- | ---- | ------------ | ------------- |
| `1  | 2018 | Super Junior | Eunhyuk       |
| `1  | 2018 | NU'EST       | JR            |
| `1  | 2018 | NU'EST       | Aron          |
| `1  | 2018 | —            | Kang Daniel   |
| `1  | 2018 | —            | Kim Jae-joong |
| 4   | 2021 | Super Junior | —             |

### Fan N Star Special Award
| Lần | Năm  | Chiến Thắng  |
| --- | ---- | ------------ |
| 2   | 2019 | Yang Joon-il |

## Chiến thắng nhiều nhất
| Hạng | Nghệ Sĩ         | Giải Thưởng |
| ---- | --------------- | ----------- |
| 1    | BTS             | 26          |
| 2    | Lim Young-woong | 18          |
| 3    | Super Junior    | 15          |
| 4    | Stray Kids      | 9           |
| 5    | Kang Daniel     | 8           |
| 6    | NewJeans        | 7           |
| 6    | Itzy            | 7           |
| 7    | Seventeen       | 6           |
| 8    | Hwang Chi-yeul  | 5           |
| 8    | The Boyz        | 5           |
| 8    | Ateez           | 5           |
| 8    | aespa           | 5           |